# Ilha de Cabrera
A ilha de Cabrera é a maior das ilhas Cabrera, um subarquipélago das Ilhas Baleares, Espanha. Em 2010 tinha 20 residentes. A presença militar desde 1916 evitou que na zona se desse uma invasão turística, o que permitiu a conservação deste privilegiado ecossistema até aos nossos dias, pertencendo desde 29 de abril de 1991 ao Parque nacional do Arquipélago de Cabrera.

## História
A ilha de Cabrera e os ilhéus maiores próximos foram visitados pelas principais civilizações mediterrâneas: fenícios, cartagineses, bizantinos e romanos.
Durante os séculos XIII e XIV a ilha de Cabrera e o seu porto natural foram utilizados por piratas da Barbária como base a partir da qual podiam atacar as costas maiorquinas. Por este motivo, no século XIV foi construído um castelo na entrada do porto. Este castelo evitava que o porto fosse usado como base pirata e permitia maior vigilância das águas próximas a Maiorca.
Em 1808 estala a Guerra da Independência Espanhola. Os soldados franceses que foram feitos prisioneiros na Batalha de Bailén terminaram encarcerados na ilha de Cabrera. Na realidade não havia nenhum edifício que pudesse chamar-se cárcere, a prisão era o próprio isolamento da ilha. Este cativeiro terminou en 1814 ao ser assinada a paz. Devido à escassez de recursos da ilha e a falta de mantimentos e bens por parte das autoridades da Junta de Defesa de Maiorca, não mais da metade continuavam vivos ao terminar a guerra. Em memória destes prisioneiros erigiu-se um monólito na ilha.
Nos finais do século XIX a ilha de Cabrera passa a ser propriedade privada. Os donos, a família Feliu, tentaram o cultivo de vinha na ilha. Para tal construíram uma adega, que se utiliza atualmente como museu. Em 1916 o arquipélago é expropriado por interesses de defesa. Estabelece-se na ilha de Cabrera uma pequena guarnição. A ilha utilizou-se até à sua conversão em Parque Nacional como área de prática de tiro. Esta presença militar protegeu o ambiente natural ao evitar que o arquipélago fosse alvo de especulação imobiliária.

## Comunicações
O único modo de chegar à ilha é de barco. Por ser parque nacional, o acesso é limitado a uma quantidade de embarcações diárias. Do porto mais próximo de Maiorca (Colònia de Sant Jordi) saem todos os dias excursões guiadas que permitem fazer uma visita.